# آپ، وکلوز
آپ، وکلوز (به فرانسوی: Apt) یک کمون در فرانسه است که در Canton of Apt واقع شده‌است.

## خصوصیات
آپ ۴۴٫۵۷ کیلومترمربع مساحت و ۱۱٬۱۵۸ نفر جمعیت دارد و ۲۵۳ متر بالاتر از سطح دریا واقع شده‌است.

## خواهرخوانده
شهرهای بوسو و Thiene خواهرخوانده‌های آپ، وکلوز هستند.